# Matnin
Matnin (tiếng Ả Rập: متنين, cũng đánh vần Mitneen) là một ngôi làng ở phía tây bắc Syria, một phần hành chính của Tỉnh Hama, nằm ở phía tây Hama. Các địa phương lân cận bao gồm Tayzin ở phía bắc, al-Rabiaa ở phía tây, Birin ở phía nam và Kafr Buhum ở phía đông nam. Theo Cục Thống kê Trung ương (CBS), Matnin có dân số 2.446 trong cuộc điều tra dân số năm 2004. Cư dân của nó chủ yếu là người Hồi giáo Sunni.